# سور الغزلان
سور الغزلان (به عربی: سور الغزلان) یک شهرک و کومون در الجزایر است که در شهرستان سور الغزلان واقع شده‌است.

## خصوصیات
سور الغزلان  ۵۰٬۱۲۰ نفر جمعیت دارد.